# Lennart Damsbo-Andersen
Lennart Damsbo-Andersen (født 5. oktober 1956 i Ousted) er tidligere folketingsmedlem for Socialdemokraterne, valgt i 2007 i Guldborgsundkredsen. Han er udlært tømrer og tidligere borgmester i Nysted Kommune. Lennart Damsbo-Andersen er gift med Birgit Damsbo-Andersen og far til døtrene Lise og Stine. 

## Biografi

### Uddannelse
Lennart Damsbo-Andersen er opvokset i Halsted på Vestlolland, og blev i 1976 student fra Nakskov Gymnasium. Herefter kom han i lære som tømrer i Nykøbing Falster, hvilket blev afsluttet i 1980.

### Arbejde
Fra 1980 arbejdede Lennart Damsbo-Andersen en årrække hos forskellige tømrermestre, inden han i 1993 blev valgt som næstformand i den lokale afdeling af Tømrer og Snedker forbundet. I 1997 blev Lennart Damsbo-Andersen valgt som bygningsgruppeformand i det nydannede forbund TIBs afdeling, der dækkede hele Lolland/Falster.

### Politisk karriere
Fra fagforeningsarbejdet kom Lennart Damsbo-Andersen videre ind i politik, da han i 1993 blev valgt til byrådet og per 1. januar 2002 tiltrådte som borgmester i Nysted Kommune. Denne position varetog han indtil 2006, hvor kommunen som følge af kommunalreformen blev sammenlagt med fem andre kommuner i Guldborgsund Kommune. I Guldborgsund Kommunes byråd sad Lennart Damsbo-Andersen, indtil indvælgelsen i Folketinget i 2007, bl.a. som formand for Erhverv, Turisme og Arbejdsmarkedsudvalget.
Ved folketingsvalget d. 13. november 2007 fik Lennart Damsbo-Andersen 5.731 personlige stemmer. Han er i Folketinget medlem af arbejdsmarkeds-, bolig-, indfødsrets-, kommunaludvalgene samt Udvalget for Udlændinge og Integration, og medlem af IPU-bestyrelsen.
Den 6. februar 2014 blev Lennart Damsbo-Andersen ligeledes udpeget som socialdemokraternes statsrevisor. Han efterfulgte Magnus Heunicke, der ved regeringsrokaden blev udpeget til Transportminister.
Lennart Damsbo-Andersens politiske mærkesager er et øget fokus på den sociale ulighed, et bedre og mere inkluderende uddannelsessystem samt bedre infrastruktur og kollektiv trafik, især i udkantsområderne.
Lennart Damsbo-Andersen valgte d. 21 marts 2022 ikke at genopstille til det næste folketingsvalg.